# Travnik
Travnik je općina u Bosni i Hercegovini.

## Ime
Dvije su pretpostavke o podrijetlu imena Travnika. Jedna je da je označavao zatravljeni dio u dolini travnik. Druga je da je prema nazivu službenika koji je ubirao travarinu.

## Zemljopis
Travnik je grad u središnjem dijelu Bosne i Hercegovine, u središnjoj Bosni, 90 km sjeverozapadno od Sarajeva, te je ujedno glavni grad Županije Središnja Bosna. Poznat je po tome što je bio prijestolnica bosanskih kraljeva u srednjem vijeku, a kasnije i osmanskih vezira od 1686. do 1850. godine, pa i velik dio njegovog kulturnog nasljeđa datira iz tog perioda.
Općina Travnik omeđena je s devet općina: na jugu Bugojnom, Novim Travnikom i Vitezom, na istoku Zenicom, na sjeveru Teslićem, Kotor Varoši, Skender Vakufom, na zapadu Jajcem i Donjim Vakufom.
Travnik se nalazi vrlo blizu zemljopisnog središta Bosne i Hercegovine. Rijeka Lašva protječe kroz grad, od zapada prema istoku, prije svoga ušća u rijeku Bosnu. Grad Travnik se nalazi u velikoj Lašvanskoj dolini, koja povezuje dolinu rijeke Bosne na istoku s dolinom rijeke Vrbas na zapadu.
Travnik leži na nadmorskoj visini od 514 metara. Njegovo najistaknutije zemljopisno obilježje su planine Vilenica i Vlašić, koja je dobila ime po Vlasima. Vlašić je jedna od najviših planina u Bosni i Hercegovini, s nadmorskom visinom od 1943 metra.

### Klima
Travnik ima kontinentalnu klimu. Prosječna ljetna temperatura je 18,2 °C, prosječna zimska temperatura 5 °C. 

## Povijest

### Prapovijest
Doline Bile i Lašve su plodne, što je bio dobar uvjet za nastajanje naselja još prije pet tisuća godina, u mlađem kamenom dobu. Od njih su ostali brojni arheološki tragovi, po čemu vidimo važnost i značenje ovoga kraja. Tragovi naselja na prostoru Travnika sežu u daleku prošlost, kada su Kelti, Iliri i Rimljani ispirali zlato iz Lašve. Razlog rana ljudskog naseljavanja je pogodan zemljopisni položaj te prirodna bogatstva Lašvanske doline.
Brojna su prapovijesna naselja nađena u porječju Lašve kod Travnika, kao neolitska naseobina na uzvisini Crkvinama u Turbetu kod Travnika, gdje su nađene i naslage iz eneolita.

### Stari vijek
Rimljani u ove krajeve stižu u Kristovoj eri i zadržali su se sve do propasti Zapadnog Rimskog Carstva 476. godine. Cijeli je kraj bio relativno gusto naseljen. Ostatci rimskih naselja su u Malom Mošunju, Putičevu, Docu, Travniku i oko Turbeta i travnički kraj bio je premrežen lokalnim putevima naslonjenih na glavnu prometnicu Salona – Argentaria. Starorimska nekropola i kasnoantički mauzolej su na Crkvinama. Gospodarstvo u rimskom razdoblju nosilo je rudarstvo. Intenzivno se eksploatirala željezna rudača o čemu svjedoče ostatci željezne troske. U dolini Lašve bio je i jedan od bogatijih rudnika zlata, što nam potvrđuju mnogobrojne gomile pijeska koje stoje uz riječne obale.

### Srednji vijek
U dokumentima prvi put se spominje 1463., za osmanskih osvajanja Bosne. Do 1463. nalazio se u sastavu bosanske Lašvanske županije čije se srednjovjekovno naselje oblikovalo se ispod utvrde koju je početkom 15. stoljeća sagradio Hrvoje Vukčić-Hrvatinić.

### Osmanska okupacija
Nakon što su Osmanlije okupirali Vrhbosnu, Travnik se zbog povoljna položaja i dalje nastavio razvijati. Razvio se kao trgovačko-obrtno središte.Zbog tih okolnosti Travnik je imao rastuću hrvatsku katoličku populaciju. Dolazak Osmanlija pridonio je pojavi pravoslavnog stanovništva. Dolazak im datira u vrijeme osmanskog osvajanja i nešto poslije osmanskog osvajanja. Prvi pravoslavci bili su akindžije, a drugi su bili katolici koji su prešli na pravoslavlje koji su zbog povlaštena položaja pravoslavaca u Osmanskom Carstvu, te represalija na katolike od strane Osmanlija i pravoslavne hijerarhije.
Prvi pisani spomen Travnika datira iz 1463. godine, kada kroz njega prolazi sultan Mehmed II. El-Fatih u svom pohodu na Jajce.
Važnost grada narasla je 1669. kad je bosanski vezir premjestio vezirsku rezidenciju iz Sarajeva u Travnik. Ostao je rezidencijom, uz manje prekid skoro 143 godine. U 17. i 18. stoljeću narastao je broj muslimana u travničkoj okolici. Brojno muslimansko stanovništvo nastalo je ubrzanim procesom islamiziranja. Brojni izgubljeni ratovi Osmanlija protiv Austrije rezultirali su dolaskom muhadžira iz krajeva koje je Osmansko Carstvo izgubilo u ratovima. U 18. stoljeću bio je gospodarski napredak vezirskog razdoblja čega je posljedica vrlo intenzivno naseljavanje grada muslimanskim obiteljima. Ipak, Travnik je postupno zaostajao u usporedbi sa susjednom Zenicom.  
Povratkom vezirske rezidencije u Sarajevo dosta je muslimanskih obitelji odselilo u Sarajevo. Zbog toga poslije po dolasku Austro-Ugarske nije bilo značajna iseljavanja muslimana iz Travnika u Tursku i zemlje koje su još bile pod osmanskom vlašću.
1806. godine, Francuska otvara svoje poslanstvo u Travniku, a 1807. godine za tim se primjerom povodi i Austro-Ugarska. Francuski je konzul bio Pierre David. Pridonio je na gospodarskom polju i međusobnoj trgovini Bosne i južnih hrvatskih krajeva pod francuskom vlašću (Ilirske pokrajine), a njegova su izvješća važan povijesni izvor. Godine 1851. postao je upravno središte za cijelu BiH, tj. glavni grad pokrajine.

### Austro-Ugarska
Dolazak katoličke države Austro-Ugarske donio je posvemašnji napredak. Napokon su napravljene duboke gospodarske, socijalne, političke i dr. promjene. Učinkovita nova država u kratkom je roku organizirala novu upravu, sudstvo, vojsku, osuvremenila promet, unaprijedila prosvjetu, zdravstvo i komunalnu službu. Industrijalizacija je dolaskom Austro-Ugarske konačno došla u BiH. Sveopćem podizanju BiH iz zaostalosti pridonijelo je što je habsburška država stimulirala dolazak stručnog osoblja te priljev austro-ugarskog i drugog europskog kapitala. Iz zaostalog društva s razine ranog feudalizma, došao je razvijeni kapitalizam. Nakon austro-ugarskog zaposjedanja Bosne i Hercegovine, motiviranog prodorom na Istok ali i sređivanjem nesređenih neprilika u BiH zbog kojih su bili česti ustanci bh. raje pa se Austro-Ugarska umiješala u odnose raje i osmanske vlasti.  
Izostanku velikog iseljavanja muslimana pridonijelo je što je Austro-Ugarska donijela sa sobom još jednu baštinu zapadne kršćanske civilizacije: slobode svim stanovnicima, zajamčena zaštita imovine i ravnopravnost svih stanovnika pred zakonom, čega nije bilo u osmanskim vremenima, kad su kršćani bili obespravljeni, pogotovo katolici. Dolaskom stručnog osoblja sa zapada pridonijelo je doseljavanju Hrvata i drugih katolika iz krajeva izvan BiH. Promijenila se vjerska, narodnosna i socijalno-ekonomska struktura grada. Narastao je udio drugih nacionalnosti u odnosnu na broju katoličkih i muslimanskih Hrvata. Udio muslimanskih vjernika opao je za 21 % u prvih 30 godina austro-ugarske vlasti, sa 60-ak % na 40-ak %.
Poslije zaposjedanja Travnik se razvija u zapadnom stilu, gradi se gimnazija, željeznica, uvodi se električna energija, a 1890. godine veoma kratko vrijeme radi i Teološki fakultet, kao prva visoka škola u novijoj prošlosti Bosne. Travnik je tad bio sjedište okruga.
Susjedna je Zenica napredovala brže od Travnika. Još 1879. Travnik je bio triput naseljeniji od Zenice. Netom nakon pripajanja BiH 1910. Zenica je imala 500 stanovnika više, a krajem austro-ugarske vlasti već tisuću više.

### Kraljevina Jugoslavija
Za vrijeme kraljevine Jugoslavije, Travnik je promijenio uloge u lokalnoj upravi i samoupravi. Od 1922. je bio sjedištem oblasti. Od 1929. pripadao je Primorskoj banovini, od 1931. Drinskoj banovini sa sjedištem u Sarajevu, a 1939. je postao dijelom Banovine Hrvatske.

### Nezavisna Država Hrvatska
U toku Drugog svjetskog rata, bio je u sastavu Nezavisne Države Hrvatske. Bio je sjedište Lašva-Glaž od 1941. godine. Preustrojem 1944. ta je velika župa ukinuta, a Travnik je postao sjedište velike župe Lašva-Pliva (prvotno Lašva-Rama), nastale spajanjem velikih župa Lašve i Glaža i Plive i Rame.
Sile Osovine napale su Kraljevinu Jugoslaviju 6. travnja 1941. i napad je prošao je gotovo nezapaženo te je dosta kasnila vijest o tome. Razlog je udaljenost Travnika od glavnih gradskih i vojnih središta i glavnih prometnica i od pravaca njemačkog napada, pa ovdje nije bilo ratnih sukoba. Tad je u Travniku bilo sjedište 27. puka Vojske Kraljevine Jugoslavije, stacioniran u Travniku, nakon mobilizacije istog je dana napada prešao Savu kod Broda te pošao dalje po Slavoniji. 10. travnja proglašena je NDH i ušao je Travnik u sastav te države. Ovuda je prošao i Đački bataljun Vojske Kraljevine Jugoslavije koji nakon 15. travnja povukao se ka Jajcu i Varcar Vakufu gdje se sukobio s njemačkim snagama, jednim od rijetkih sukoba te vojske s njemačkim snagama prije kapitulacije Jugoslavije 17. travnja. Njemačke su snage u Travnik ušle 17. travnja bez ikakva otpora. Već 22. travnja formirana je civilna i vojna vlast u Travniku. Na mjesto gradonačelnika imenovan je Namik Ibrahimpašić, dogradonačelnika dr. Ivan Jelinović, veliki župan velike župe Lašva–Glaž dr. Nikola Tusun, dožupan Muhamed Sudžuk, tajnik župe Hamid Trebinjac, kotarski poglavar Marko Matić, ustaški stožernik poručnik Johan Dovgan, kojega je poslije zamijenio Petar Paradžik, logornik Mirko Zec Baškarad, stožernik muške ustaške mladeži Ljuban Puškarić, ustaški tabornik Travnika Drago Zličarić, upravitelj župske redarstvene oblasti Muhamed Smajilbegović, zapovjednik oružničkog krila Vilim Švob, kojega je poslije zamijenio bojnik Bervaldi, predsjednik sudbenog stola Juraj Raef, kotarski predstojnik Vladislav Bernadžikovski, a predstojnik kotarskog suda Marko Matić. Crkvena je organizacija ostala ista, ostala je upravna i vojna organizacija za uspostaviti a Travnik je imao važno mjesto kao jedno od Domobranskih popunidbenih zapovjedništava u NDH. Sjedište jedne od šest pješačkih pukovnija NDH iz BiH bilo je u Travniku. Domobransko organiziranje išlo je brže od ustaške vojnice, premda je grad odmah dobio stožernika. Prva ustaška vojna postrojba osnovana je dosta kasnije i tek u veličini satnije. Razlog boljeg organiziranja domobranstva valja tražiti što je Travnik bio značajno i važno središte domobrana. Zapovjednik III. Zbornog područja bio je pukovnik Kozelj, zapovjednik mjesta pukovnik Zuch, zapovjednik 9. pješačke pukovnije bio je prvo Artur Gustović, a potom jedno vrijeme potpukovnik Šram, a poslije njega pukovnik Franjo Šmerc. Demarkiranjem utjecajnih zona Njemačke i Italije u NDH Travnik je pripao njemačkoj zoni.
Nakon kapitulacije Kraljevine Italije, u drugoj polovici 1943. dio snaga NOVJ prebacuje se iz Dalmacije i okolice netom oslobođenog Kupresa na područje Travnika gdje su započeli vojne operacije na širem području Lašvanske doline. Prvi napad na Travnik izvršila je Prva proleterska divizija NOVJ 15. listopada 1943. protiv domobranskih i ustaških postrojbi koje su bile utvrđene u gradu. Glavninu snaga unutar grada činila je Zagrebačka konjička pukovnija vojske NDH kojoj su se pridružile manje skupine ustaša iz okolnog područja, te topnička posada s pet topova, žandarmerija i manji broj njemačkih vojnika. Taj napad na Travnik bio je uspješno odbijen. Drugi napad partizanskih snaga započeo je 29. studenog 1943. i bio je tijesno povezan s održavanjem drugog zasjedanja AVNOJ-a. Nakon odbijanja drugog napada na grad, partizanske postrojbe su se našle u borbama da spriječe protuofenzivu ustaša i domobrana koji su pokušali prodrijeti od Travnika preko Komara prema Donjem Vakufu. Treći napad na Travnik pokrenut je puno kasnije, tek u noći 30. rujna 1944., a u napad je krenula Deseta krajiška udarna divizija NOVJ s dijelovima Sedme krajiške brigade. Obrana grada koju je činilo ukupno oko 2600 vojnika je u prvo vrijeme uspješno odbijala partizanske snage sve do konačnog četvrtog napada na grad kad je u pomoć partizanskim postrojbama došlo devet bataljuna Petog bosanskog korpusa NOVJ s jakom topničkom podrškom. Žestoke borbe za grad trajale su od 20. do 22. listopada 1944. kada je na posljetku grad osvojen. Prema podacima vojske NOVJ, snage NDH su pretrpjele gubitke od oko 900 vojnika, a 712 ih je zarobljeno. Među poginulima na strani snaga NOVJ bili su i partizanski zapovjednici Josip Mažar-Šoša, Petar Mećava i Lazar Marin.

### Ratna BiH
Područje Travnika je bilo poprištem etničkog čišćenja koje su počinili pripadnici Armije BiH nad tamošnjim autohtonim Hrvatima, nakon kratkih borbi od 6. do 10. lipnja kad su zauzeli grad, a do 14. lipnja kontrolirali cestu prema Zenici. Pripadnici Armije BiH počinili su masovne zločine, a 8. lipnja 1993., ubili su 37 Hrvata u selu Maljinama. Britanski unproforci spasili su da se ne dogodi još veća tragedija kad su muslimanske snage, koje su pucale po civilima koji su se povlačili u šumu, namjeravale napasti samostan u koji se sklonilo 180 hrvatskih civila.

### Poslijeratna BiH
Travnička općina neposredno pred rat popisom imala je 70.747 stanovnika, od čega 31.813 Muslimana, 26.118. Hrvata 7777 Srba te ostalih 5039, u kojima su većinom bili pripadnici prvih triju naroda izjašnjenih kao Jugoslaveni.
30. lipnja 2016. godine su nakon više od dvije godine čekanja i političkih nesuglasica, konačno objavljeni rezultati popisa iz 2013. godine. Rezultati su bili iznenađujući za Hrvate travničkog kraja, s obzirom na to da su najveće žrtve velikobošnjačke agresije, da su pretrpili etničko čišćenje (20.000 protjeranih) i sve opstrukcije povratka (ubojstva i drugi načini) otežavanjem i sprječavanjem, kako sa strane bošnjačkih partnera, tako i sa strane međunarodne zajednice. U Srednjobosanskoj županiji je popisom utvrđeno da najviše stanovnika živi u općini Travniku te da u ovom gradu i najviše i Bošnjaka, i Hrvata, i Srba. Popisni ishod bio je očekivan za Bošnjake i Srbe, no iznenađujući za Hrvate, jer se očekivalo da više Hrvata živi u Vitezu, Jajcu i Kiseljaku nego u Travniku, što se može smatrati pozitivnim.
Razmjere etničkog čišćenja i preseljavanja pokazale su brojke: Bošnjaci, koji su većina predratnih Muslimana, porasli su za 3835 ili 12,05 %, na 35.648. Broj Hrvata je 15.105, manje za 11.016 ili 57,82 %. Srbi su gotovo iskorijenjeni, ostalo ih je tek 604, odnosno 7173 ili 99,92 % manje.
Radi zaštite interesa hrvatskog naroda, predstavnici stranaka s hrvatskim predznakom (predstavnici HDZ-a BiH, HDZ-a1990, HKDU-a BiH, HSP-a i HSS-a), brojni hrvatski dužnosnici te predstavnici udruga potpisali su 8. travnja 2016. dokument Promemoriju travničkih Hrvata. Popis potpisnika povećan je potpisivanjem u Hrvatskom domu na Dolcu. Potporu su dale sve hrvatske stranke s prostora općine Travnik, kao i sve hrvatske udruge proistekle iz Domovinskog rata, svoju potporu ovom dokumentu dale su MZ: Korićani, Potkraj, Paklarevo, Kraljevice, Kalibunar, Pirota, Dolac na Lašvi, Nova Bila, Pokrajčići, Guča Gora i Grahovčići. Promemorija teži ispravljanju nepravde i promjenama u ustroju Travnika, od sustava odlučivanja do izbora. Izjednačavanjem prava Hrvata i jednako uređenje Travnika i Mostara, kao što su amandmani na ustave Federacije BiH (Amandman XXV) i Srednjobosanske županije (Amandman IX) predviđali, dovelo bi da Hrvatima ne bi bilo straha od bošnjačkih političkih elita, jer se godinama ponavljalo stanje da su hrvatske stranke opterećene strahom od majorizacije u izbornu kampanju išle u koaliciji. Na Promemoriju su Hrvati bili prisiljeni jer nakon potpisivanja Općeg okvirnog sporazuma za mir u BiH uslijedila su nepravdena rješenja, neprincipijelna i nedosljedna politika predstavnika dijela Međunarodne zajednice prema Hrvatima općine Travnik. Promemorijom je Travnik bio zamišljen kao grad jednaka ustroja poput Mostara, što proistječe iz činjenice da je sjedište županije s posebnim režimom. Unatoč obvezama koje su preuzete, a koje nisu nikada izvršene i realizirane, pravilno uređenje statusa i djelovanja vlasti grada Travnika nije ostvareno zbog intervencije visokog predstavnika (OHR) koji nije postupio jednako i očekivano, nego umjesto arbitrarno postupio je pristrano.
Ni godinu dana poslije Promemorije, Hrvati nisu imali razloga biti zadovoljno zbog izostanka adekvatne reakcije kod bošnjačkih partnera. Nije bilo pomaka u pokušajima novog uređenja Travnika. Za razliku od Mostara, za Travnik nije bilo političke volje kako u redovima međunarodne zajednice tako i kod bošnjačkih partnera. Na javnoj tribini održanoj povodom godišnjice Promemorije, zaključeno je da je jasno bilo od početka da se status Travnika mora vezati uz status Mostara jer se u oba slučaja radi o sjedištima dviju županija koje se često smatra i kralježnicom Federacije BiH.

## Stanovništvo

### Popisi 1971. – 1991.
| Stanovništvo općine Travnik |                  |                  |                  |
| godina popisa               | 1991.            | 1981.            | 1971.            |
| Muslimani                   | 31.813 (44,96 %) | 27.691 (43,19 %) | 24.480 (43,85 %) |
| Hrvati                      | 26.118 (36,91 %) | 24.411 (38,08 %) | 22.645 (40,56 %) |
| Srbi                        | 7777 (10,99 %)   | 7487 (11,68 %)   | 7554 (13,53 %)   |
| Jugoslaveni                 | 3743 (5,29 %)    | 3920 (6,11 %)    | 626 (1,12 %)     |
| ostali i nepoznato          | 1296 (1,83 %)    | 591 (0,92 %)     | 517 (0,92 %)     |
| ukupno                      | 70.747           | 64.100           | 55.822           |

#### Travnik (naseljeno mjesto), nacionalni sastav
| Travnik            |                |                |                |
| godina popisa      | 1991.          | 1981.          | 1971.          |
| Muslimani          | 7373 (38,72 %) | 5822 (36,64 %) | 5730 (44,15 %) |
| Hrvati             | 6043 (31,73 %) | 5026 (31,63 %) | 4538 (34,96 %) |
| Srbi               | 2131 (11,19 %) | 1901 (11,96 %) | 1894 (14,59 %) |
| Jugoslaveni        | 2800 (14,70 %) | 2867 (18,04 %) | 486 (3,74 %)   |
| ostali i nepoznato | 694 (3,64 %)   | 272 (1,71 %)   | 329 (2,53 %)   |
| ukupno             | 19.041         | 15.888         | 12.977         |

### Popis 2013.
| Stanovništvo općine Travnik |                  |
| godina popisa               | 2013.            |
| Bošnjaci                    | 35.648 (66,65 %) |
| Hrvati                      | 15.102 (28,24 %) |
| Srbi                        | 640 (1,20 %)     |
| ostali i nepoznato          | 2092 (3,91 %)    |
| ukupno                      | 53.482           |

| Travnik – naseljeno mjesto |                  |
| godina popisa              | 2013.            |
| Bošnjaci                   | 10.899 (71,03 %) |
| Hrvati                     | 2847 (18,55 %)   |
| Srbi                       | 322 (2,10 %)     |
| ostali i nepoznato         | 1276 (8,32 %)    |
| ukupno                     | 15.344           |

## Naseljena mjesta
Općinu Travnik sačinjavaju sljedeća naseljena mjesta:
Bačvice, 
Bandol, 
Bijelo Bučje, 
Bilići, 
Brajići, 
Brajkovići, 
Brankovac, 
Čifluk, 
Čosići, 
Čukle, 
Dolac, 
Dolac na Lašvi, 
Donja Trebeuša, 
Donje Krčevine, 
Donji Korićan, 
Dub, 
Đelilovac, 
Fazlići, 
Gladnik, 
Gluha Bukovica, 
Goleš, 
Gornja Trebeuša, 
Gornje Krčevine, 
Gornji Korićani, 
Gradina, 
Grahovčići, 
Grahovik, 
Guča Gora,
Hamandžići, 
Han Bila, 
Jezerci, 
Kljaci, 
Kokošari, 
Komar, 
Kraljevice, 
Krpeljići, 
Kruševo Brdo I,
Kruševo Brdo II,
Kula, 
Kundići, 
Lovrići, 
Mala Bukovica, 
Maljine, 
Miletići,
Miškića Brdo, 
Mosor, 
Mudrike, 
Nova Bila, 
Orahovo, 
Orašac, 
Orlice, 
Ovčarevo, 
Paklarevo, 
Podkraj, 
Podovi, 
Podstinje, 
Pokrajčići, 
Poljanice, 
Polje Slavka Gavrančića, 
Prići, 
Pulac, 
Putićevo, 
Radića Brdo, 
Radojčići, 
Radonjići, 
Ričice, 
Runjići, 
Sažići, 
Sečevo, 
Seferi,
Selići, 
Skomorje, 
Slimena, 
Suhi Dol, 
Šešići, 
Šipovik, 
Šišava, 
Travnik, 
Turbe, 
Turići, 
Varošluk, 
Velika Bukovica, 
Vidoševići, 
Vilenica, 
Višnjevo, 
Vitovlje, 
Vlahovići, 
Vranići, 
Zagrađe i 
Zaselje.
Poslije potpisivanja Daytonskog mirovnog sporazuma, veći dio općine Travnik ušao je u sastav Federacije BiH. U sastav Republike Srpske ušla su naseljena mjesta Donji Korićani i Gornji Korićani koja su pripala općini Skender Vakuf. Naseljeno mjesto Gluha Bukovica je pripalo općini Kotor Varoš koja je ušla u sastav Republike Srpske, a ovoj su općini ranije pripadala naseljena mjesta Kruševo Brdo I i Kruševo Brdo II.

## Uprava
Na čelu izvršne vlasti je načelnik. Na posljednjim lokalnim izborima održanim 2012. za načelnika je izabran Admir Hadžiemrić iz SDA s osvojenih 37,4 % glasova. Drugoplasirani je bio Ivica Harambašić iz HDZ-a BiH s osvojenih 23 % glasova.
Zakonodavni organ je Općinsko vijeće koje ukupno ima 31 zastupnika. Najviše zastupnika ima SDA – 11, a potom Hrvatska koalicija za Travnik – 7. Hrvatsku koaliciju čine HDZ BiH, HDZ 1990 i HSS BiH – NHI. Ostale zastupljene stranke su SDP BiH, SBB BiH, SBiH, Hrvatska lista za Travnik (HSS SR i HSP BiH) i koalicija SPU-a i LDS BiH.
|         | stranka  | broj zastupnika | broj zastupnika | broj zastupnika | broj zastupnika | trenutačni broj zastupnika | trenutačni broj zastupnika | trenutačni broj zastupnika | trenutačni broj zastupnika | trenutačni broj zastupnika | trenutačni broj zastupnika | trenutačni broj zastupnika | trenutačni broj zastupnika | trenutačni broj zastupnika | trenutačni broj zastupnika | trenutačni broj zastupnika |
| 2000.   | stranka  | 2004.           | 2008.           | 2012.           |                 | trenutačni broj zastupnika | trenutačni broj zastupnika | trenutačni broj zastupnika | trenutačni broj zastupnika | trenutačni broj zastupnika | trenutačni broj zastupnika | trenutačni broj zastupnika | trenutačni broj zastupnika | trenutačni broj zastupnika | trenutačni broj zastupnika | trenutačni broj zastupnika |
| ------- | -------- | --------------- | --------------- | --------------- | --------------- | -------------------------- | -------------------------- | -------------------------- | -------------------------- | -------------------------- | -------------------------- | -------------------------- | -------------------------- | -------------------------- | -------------------------- | -------------------------- |
|         | SDA      |                 | 14 / 31         | 15 / 31         | 11 / 31         |                            |                            |                            |                            |                            |                            |                            |                            |                            |                            |                            |
|         | SDP BiH  | 6 / 25          | 2 / 25          | 2 / 25          | 5 / 25          |                            |                            |                            |                            |                            |                            |                            |                            |                            |                            |                            |
|         | HDZ BiH  | 7 / 31          | 6 / 31          | 8 / 31          | 4 / 31          |                            |                            |                            |                            |                            |                            |                            |                            |                            |                            |                            |
|         | SBB BiH  |                 |                 |                 | 4 / 31          |                            |                            |                            |                            |                            |                            |                            |                            |                            |                            |                            |
|         | HDZ 1990 |                 |                 | 0 / 31          | 2 / 31          |                            |                            |                            |                            |                            |                            |                            |                            |                            |                            |                            |
|         | HSS-NHI  | 2 / 31          | 1 / 31          | 1 / 31          | 1 / 31          |                            |                            |                            |                            |                            |                            |                            |                            |                            |                            |                            |
|         | HSS SR   |                 |                 |                 | 1 / 31          |                            |                            |                            |                            |                            |                            |                            |                            |                            |                            |                            |
|         | LDS BiH  |                 | 1 / 31          | 0 / 31          | 1 / 31          |                            |                            |                            |                            |                            |                            |                            |                            |                            |                            |                            |
| Izvori: |          |                 |                 |                 |                 |                            |                            |                            |                            |                            |                            |                            |                            |                            |                            |                            |

## Gospodarstvo
Gospodarstvo travničke regije, koja nikada nije bila jako razvijena, devastirano je tijekom rata, u ranim 1990-tim. Danas, većina stanovništva regije bavi se tipično ruralnim poslovima, kao što su poljoprivreda i stočarstvo. Što se tiče urbane industrije, Travnik ima nekoliko tvornica, koje proizvode sve, od žigica do namještaja. Proizvodnja zdrave hrane je, također, aktualna u regiji, posebno proizvodnja mesa i mlijeka.

### Turizam
Kao i u mnogim drugim bosanskim gradovima, turizam Travnika je uveliko zasnovan na povijesti i geografiji. Obližnja planina Vlašić jedna je od najvećih u Bosni i Hercegovini, što je čini odličnim mjestom za skijanje, pješačenje i sanjkanje. Zbog toga što turizam nije jak u gradu, Vlašić je glavna turistička atrakcija.
Grad Travnik je također vrlo interesantan. Mnoge građevine, koje potječu iz osmanskog perioda, dobro su očuvane, kao na primjer brojne džamije, orijentalne kuće, sahat kula, te česme. Stari dio grada datira iz ranog 15. stoljeća.

## Poznate osobe
- Ivo Andrić, književnik
- Muharem Bazdulj, književnik
- Miroslav „Ćiro” Blažević, nogometaš i nogometni trener
- Larisa Cerić, džudašica
- Rudolf Eckert, novinar i publicist
- Mirosław Ferić, pilot, zračni as
- Oliver Frljić, kazališni redatelj
- Stanisław Gołąb, matematičar
- Srebrenka Jurinac, operna pjevačica
- Derviš Korkut, teolog, knjižničar, orijentolog
- Nikola Mandić, političar
- Marijan Marković, banjolučki apostolski upravitel
- Seid Memić Vajta, pjevač
- Zoran Mikulić, rukometaš
- Josef Páleníček, pijanist
- Josip Pejaković, glumac
- Solomun, DJ

## Spomenici i znamenitosti
- Samostan sv. Leopolda Mandića Družbe Kćeri Božje Ljubavi.[22]
- Šarena džamija
- Travnička tvrđava
- sahat-kula na Musali
- sahat-kula u Gornjoj čaršiji
- Plava voda
- Toričan
- Oštrac
- Grac
- Vrbenac grad
- Kaštel

## Obrazovanje
Od 2007. godine u Travniku djeluje privatno sveučilište koje je u početku obuhvaćalo četiri fakulteta (Fakultet za menadžment i Kineziološki fakultet, u Travniku, te Pravni i Grafički fakultet u Kiseljaku). Poslije su u sastav sveučilišta ušla još 4 fakulteta.
U Travniku se nalazi Katolički školski centar Petar Barbarić, koji ima osnovnu školu i opću gimnaziju koju pohađaju "interni" učenici (učenici iz udaljenijih općina-internisti i svećenički kandidati-sjemeništarci) i "eksterni" učenici (iz Travnika i susjednih općina).

## Kultura
Travnik ima snažnu kulturu, koja datira još iz perioda, kada je ovaj grad bio sjedište vezira Osmaskog Carstva, odgovornih za Bosanski ejalet. Stari dio Travnika postoji još od vremena bosanske nezavisnosti, od prve polovice 15. stoljeća.
U gradu se nalaze brojne džamije i crkve, kao i grobovi važnih povijesnih ličnosti, te odlični primjeri osmanske arhitekture. Gradski muzej, izgrađen 1950. godine, je jedna od najimpresivnijih kulturnih institucija u regiji.
Hrvatsko amatersko kazalište Travnik od 1995. godine.
Travnički karneval, kojeg organizira Hrvatsko kulturno društvo Napredak, podružnica Travnik. Pred završetak Karnevala u Travniku je "Maskenbal" ili "Velike mačkare" u HAK Travnik u Jankovićima.
Travnički ćevap je lokalni brend tradicionalne kuhinje BiH.

## Gradovi prijatelji
- Leipzig, Njemačka (od 2003.)

## Šport
- NK Travnik
- ŽNK Rosa Brandis Travnik
- Judo klub Nova Bila
- KK Travnik
- RK Borac Travnik
- Judo klub Travnik
- Odbojkaški klub Victory

## Vanjske poveznice
- Službena stranica
- Turistički portal grada Travnika  Arhivirana inačica izvorne stranice od 8. srpnja 2017. (Wayback Machine)